# 500 Park Tower
De 500 Park Tower (eerder Pepsi-Cola Building, Olivetti Building en ABN-Amro Bank Building) is een gebouw in Midtown Manhattan in de Amerikaanse stad New York. In het gebouw bevinden zich kantoren en appartementen. De 500 Park Tower telt 40 verdiepingen en heeft een hoogte van 142 meter. Het gebouw, dat over een vliesgevel beschikt, bestaat uit aluminium, glas, graniet en beton en heeft daarnaast een stalen skelet. Aan beide straatkanten van het gebouw bevindt zich een Privately Owned Public Space, waarvan een deel zich boven straatniveau bevindt.
Het deel van het gebouw dat voor 1981 werd gebouwd is sinds 1995 een New York City Landmark.

## Geschiedenis
De 500 Park Tower werd gebouwd in opdracht van de Pepsi-Cola Corporation, nadat zij in juni 1956 tijdens een veiling een gebouw op die plaats voor $2 miljoen hadden gekocht. De bouw begon in 1958 en kostte in totaal $7,8 miljoen. Nog tijdens de bouw verkocht de Pepsi-Cola Corporation het gebouw aan het John Hancock Mutual Life Insurance Company of Boston, maar het gebouw zou nog steeds het hoofdkantoor van Pepsi-Cola worden. Op 1 februari 1960 vond de opening van het nieuwe hoofdkantoor plaats. Het gebouw, toen nog Pepsi-Cola Building geheten, was ontworpen door Natalie de Blois en Gordon Bunshaft van architectenbureau Skidmore, Owings and Merrill. Het gebouw was aanvankelijk veel kleiner dan het het huidige gebouw en telde destijds elf verdiepingen en had een vloeroppervlakte van ruim 9.000 m². Na de bouw won 500 Park Avenue verschillende prijzen, waaronder het gebouw van het jaar 1960 van The Municipal Art Society of New York en een Honor Award van het American Institute of Architects in 1961.
In 1967 werd uiteindelijk het hoofdkantoor van de Pepsi-Cola Corporation verplaatst. In december van dat jaar werd een nieuwe huurder voor de 500 Park Tower gevonden, namelijk de Olivetti Underwood Corporation. Dat bedrijf bleef het gebouw huren totdat het in 1978 bijna failliet ging. Het gebouw werd vervolgens verkocht.
Tussen 1981 en 1984 werd de 500 Park Tower uitgebreid met de Equitable Life Assurance Society of the United States, dat het gebouw net voor de uitbreiding had gekocht, en Tishman Speyer als ontwikkelaars. Bij de uitbreiding werd onder andere een gedeelte gebouwd met appartementen. Voor het uitbreiden van het gebouw werd onder andere het naastgelegen Nassau Hotel gesloopt. In de zomer van 1983 stond de opening de onderste elf verdiepingen bestaande uit kantoorruimte gepland en in januari van het daaropvolgende jaar de opening van de 56 appartementen, die van verdieping twaalf tot 40 liepen. De appartementen hadden bij de opening een oppervlakte van tussen de 100 m² en de 370 m² en de prijzen varieerden tussen de $980.000 en de $4,75 miljoen.
In 1986 ontving het architectenfirma James Stewart Polshek & Partners, dat het gebouw had ontworpen, een Honor Award van het American Institute of Architects. In 2001 werd het kantoorgedeelte verhuurd aan The Walt Disney Company (vijf verdiepingen) en ABN-AMRO (de rest van het gebouw). Naast kantoren bevinden zich in de 500 Park Tower nog drie winkelruimtes.

## Ligging
De 500 Park Tower bevindt zich op het adres 500 Park Avenue op de hoek van Park Avenue en East 59th Street. Het gebouw grenst aan twee gebouwen, namelijk aan het Revlon Building in het westen en aan 480 Park Avenue in het zuiden. Aan de overkant van Park Avenue bevindt zich 499 Park Avenue en aan de overkant van East 59th Street bevinden zich van west naar oost het Delmonica Plaza Building, 59E59 Theaters en Trump Park Avenue.